# ليندسي جونز
ليندسي جونز (بالإنجليزية: Lindsay Jones)‏ هو ملحن ومهندس الصوت أمريكي، ولد في 9 يونيو 1969 في درم في الولايات المتحدة.

## وصلات خارجية
- ليندساي جونز على موقع IMDb (الإنجليزية)
- ليندساي جونز على موقع قاعدة بيانات برودواي على الإنترنت (الإنجليزية)
- ليندساي جونز على موقع قاعدة بيانات الفيلم (الإنجليزية)